# لیگ ملی بسکتبال زنان
لیگ ملی بسکتبال زنان (انگلیسی: Women's National Basketball League) بالاترین سطح رقابت بسکتبال زنان در استرالیا است. این لیگ در سال ۱۹۸۱ تأسیس شد و یکی از قدیمی‌ترین و معتبرترین لیگ‌های بسکتبال زنان در جهان محسوب می‌شود. لیگ ملی بسکتبال زنان تحت نظارت فدراسیون بسکتبال استرالیا (Basketball Australia) اداره می‌شود.

## تاریخچه
WNBL در سال ۱۹۸۱ با حضور هشت تیم از سراسر استرالیا آغاز به کار کرد. این لیگ در ابتدا به عنوان یک لیگ آماتور شناخته می‌شد و بازی‌ها در سالن‌های ورزشی کوچک و با حضور تعداد کمی از تماشاگران برگزار می‌شد. با این حال، تأسیس این لیگ گامی بزرگ برای بسکتبال زنان در استرالیا بود، زیرا فرصتی برای زنان ورزشکار فراهم کرد تا مهارت‌های خود را در یک محیط رقابتی و سازمان‌یافته توسعه دهند.